# Florian Delbarre
Florian Delbarre, né le 7 septembre 1918 à Paris et mort le 16 septembre 1981 à Suresnes, est un médecin français.
Docteur en médecine, il fut président de l’université Paris-Descartes et doyen de la faculté de médecine de Paris. Il a également été conseiller de Paris, de 1977 à 1981.
Époux en premières noces, avec postérité, de Véra Fokerman, époux en secondes noces, sans postérité, de Jeanne Joséphine Dacheux (de Saint-Maixent).
Une rue du 15e arrondissement de Paris, la rue du Professeur-Florian-Delbarre, située au sud de l’hôpital européen Georges-Pompidou, a été nommée en son honneur (arrêté municipal du 31 janvier 1994).

## Fonctions
(avril 2010).

### Fonctions universitaires
- Études au lycée Michelet, à la Sorbonne et à la faculté de médecine de Paris,
- Préparateur dans la Chaire de biochimie médicale, 1946-1949
- Assistant dans la Chaire de biochimie médicale clinique de Rhumatologie, 1949-1954
- Chef de laboratoire à la faculté de médecine de PARIS (Chaire de clinique de Rhumatologie), 1949-1952
- Chef de clinique médicale, 1949-1951
- Agrégé de rhumatologie (premier concours), 1955
- Agrégé pérennisé (maître de conférences), 1958
- Chef de laboratoire de la Faculté de médecine
- Professeur sans chaire, 1962
- Professeur de rhumatologie à titre personnel (rhumatologie expérimentale), 1963
- Professeur de clinique de rhumatologie médicale et sociale, 1967
- Doyen de la faculté de médecine de Cochin, 1969-1976
- Vice-président de l'Université Paris Descartes, 1972-1976
- Président de l'Université Paris Descartes, 1976-1981

### Fonctions hospitalières
- Interne des hôpitaux de Paris, 1943
- Interne Médaille d'Or, 1948-1949
- Médecin-assistant des Hôpitaux de Paris, 1954
- Médecin des Hôpitaux de Paris, 1955
- Chef du service de rhumatologie de l'Hôpital Cochin, 1967

### Fonctions dans la recherche
- Préparateur puis assistant dans la Chaire de biochimie médicale, 1944-1954 (Recherches sur la maladie phénylpyruvique et sur les dysprotéinémies type Kahler)
- Chef de laboratoire à la Faculté de médecine de Paris puis à la Chaire de Clinique de Rhumatologie(études sur la pathogénie des rhumatismes inflammatoires et métaboliques)
- Directeur de l'unité de recherches INSERM no 5 depuis 1961
- Membre de la commission scientifique de l'INSERM No 5 (néphrologie, maladies articulaires, etc.)
- Membre du Conseil scientifique de l'INSERM depuis 1975
- Membre de la commission No 24 du CNRS 1966-1970 (pathologie expérimentale et thérapeutique)
- Président de la commission No 24 du CNRS, 1970-1974
- Membre du Directoire du CNRS depuis 1974
- Directeur du Centre de références OMS sur les critères des maladies du tissu conjonctif depuis 1972

### Fonctions et actions internationales
- Membre de la commission franco-québécoise d'échanges scientifiques et médicaux
- Membre de la commission franco-soviétique d'échanges scientifiques et médicaux
- Expert, pour les maladies rhumatismales, auprès du Directeur général de l'OMS	depuis 1962
- Membre du conseil de la ligue européenne contre le rhumatisme, 1967-1973
- Secrétaire Général de la ligue Internationale contre le rhumatisme, 1961-1973
- Mission (ministère de l'Éducation nationale et ministère des Affaires étrangères) auprès de l'école royale de médecine du Laos à Vientiane 1965
- Organisateur et Président du Symposium International OMS sur la sclérodermie (patronné par l'OMS et la ligue internationale contre le rhumatisme) Paris 1971
- Organisateur et Président du colloque INSERM sur l'immuno-dépression Paris 1971
- Organisateur et Président du séminaire technologique INSERM sur les Rosettes Rhumatoïdes Paris 1971
- Organisateur et Président du symposium international sur les Synoviorthèses Paris 1972
- Mission (ministère des Affaires étrangères) pour assurer la Présidence du concours d'agrégation (rhumatologie) Alger 1972
- Coprésident de la première réunion franco-soviétique de rhumatologie (classification des maladies rhumatismales) Moscou 1973
- Membre du comité d'organisation du premier symposium international sur le métabolisme des purines Tel-Aviv 1973
- Mission (ministère des affaires étrangères) Le Caire 1973
- IIes journées franco-helléniques (ministère des affaires étrangères) Athènes 1973
- 1re réunion franco-britannique de rhumatologie Londres 1974
- Mission et conférences (à la demande du ministère des Affaires étrangères) Venezuela 1974, Colombie 1974, Équateur 1974, Pérou 1974
- Président de la section rhumatologie du XIIe congrès international de médecine interne, Tel-Aviv 1975
- Missions (ministère des Affaires étrangères), Santiago 1975, Valparaiso 1975
- Sous-commission franco-québécoise pour les sciences de la santé, Québec 1976
- Missions (ministère des Affaires étrangères), Campinas 1976, Rio de Janeiro, Sao Paulo 1976
- Coprésident de la table ronde sur les antigènes d'histo-compatibilité dans les maladies rhumatismales (dans le cadre du congrès HLA and diseases, sous la direction de J. Dausset), Paris 1976
- Président de la 2e réunion franco-britannique de rhumatologie, Paris 1976
- Membre du comité d'organisation : IInd international symposium on purine metabolism in man, Baden 1976
- Missions (ministère des Affaires étrangères) à l'occasion du IIe congrès latin de rhumatologie, Bucarest 1976
- Missions (ministère des Affaires étrangères) pour étudier les possibilités de collaboration dans le domaine de l'enseignement et de la recherche médicale, Budapest 1976
- Mission (ministère de l'Éducation nationale) pour étudier le développement de la faculté de médecine du Togo	Lomé 1976
- Mission (ministère des Affaires étrangères) pour assurer la présidence du concours d'agrégation (rhumatologie), Tunis 1976
- Coprésident et organisateur de la IIe réunion franco-soviétique, Paris 1977
- Mission (ministère des Affaires étrangères) pour étudier les possibilités de collaboration dans le domaine de l'enseignement et de la recherche médicale, Istamboul-Ankara 1977
- Coprésident du 1er symposium franco-allemand de rhumatologie (le syndrome de Fiessinger-Leroy-Reiter) Strasbourg 1977
- Mission (ministère des Affaires étrangères) cycle de conférences aux universités d'Osaka et de Nagoya, Japon 1977

### Autres fonctions
- Conseiller technique à la direction des enseignements supérieurs au ministère de l'éducation nationale, 1970-1972
- Président du groupe inter-ministériel d'études sur l'enseignement de l'économie médicale, 1972-1974
- Membre du haut comité médical auprès du ministre de la santé, JO du 21/10/1971
- Président du groupe d'études sur les maladies rhumatismales créé par le ministère de la santé, 1970
- Membre de la commission d'études des comptes de la santé, 1970
- Président du groupe II (professions médicales et sanitaires) du comité d'études pour un programme européen de la santé (créé par décision du ministre de la santé le 5 mai 1972), 1974
- Conseiller délégué aux problèmes de la santé auprès du maire de Paris (Bulletin municipal de Paris du 29 juillet 1977), 1977
- Membre du conseil d'administration du bureau d'aide sociale à Paris, 1977
- Conseiller de Paris, 1977
- Membre du comité consultatif des Universités depuis 1970
- Membre suppléant du conseil national de l'enseignement supérieur et de la recherche (CNESER), 1972-1975

## Membre de sociétés scientifiques

### Sociétés scientifiques françaises
- Membre de la société médicale des hôpitaux de Paris depuis 1975
- Membre de la société de biologie
- Membre de la société française de Rhumatologie (président en 1967-69, puis président d'honneur)
- Membre du conseil d'administration de la société française de rhumatologie
- Secrétaire général de la section sociale de la ligue française contre le rhumatisme, 1960-1970
- Membre fondateur de l'association française de lutte contre les maladies rhumatismales, 1971
- Président du conseil d'administration de l'association Claude-Bernard, 1977

### Sociétés scientifiques et médicales étrangères
- Membre d'honneur des sociétés équatorienne de rhumatologie (1962), Colombienne (1962), Uruguayenne (1963), et Suisse (1967), de la société de rhumatologie de République fédérale d'Allemagne (1968), de Tchécoslovaquie (1969), d'Autriche, du Luxembourg et de Finlande (1969), de la société espagnole (1970), et de l'union des républiques soviétiques (1971), du Chili (1972), du Japon (1973), du Portugal, du Brésil, et de la Belgique (1973), de la société italienne et de Tunisie (1973).
- Membre d'honneur de la société médico-chirurgicale de la république d'Équateur, 1962
- Membre de l'American Rheumatism Association, 1968
- Membre de la société de médecine de Cordoba (Argentine)
- Membre de la Royal Society of Medecine (Londres)
- Membre associé du centre médical de Tel-Aviv, Tel HaShomer, Israël
- Membre de la New-York Academy of Sciences, 1980

## Décorations
- Officier de la Légion d’honneur,	1976
- Commandeur de l'ordre national du Mérite,	1978
- Chevalier dans l'ordre de la santé publique, 1966
- Commandeur des Palmes académiques, 1980
- Commandeur dans l'ordre du MONO (République du Togo), 1975
- Chevalier dans l'ordre du mérite de la République italienne, 1957
- Officier de l'ordre du mérite du Sénégal, 1976
- Commandeur de l'ordre national de la république de Côte d'Ivoire, 1979
- Docteur Honoris-causa de l'université d'Athènes, 1978
- Fellow de l'université de Tel-Aviv, 1979
- Docteur honoris causa de l’université de Shangaï, 1981
- Lauréat de l'académie de médecine : Prix Jules-Janssen, 1948
- Lauréat de l'académie de médecine : Prix Oulmont, 1948
- Lauréat du prix de l'Internat : médaille d'Or (mémoire sur la maladie de Kahler), 1948
- Lauréat de l'académie de médecine, prix offert par l'APEP couronnant un mémoire sur les effets de la carences phosphocalcique chez l'homme et l'animal, 1948
- Lauréat de la faculté de médecine : Prix Sicard, 1952
- Lauréat de la faculté de médecine : prix de thèse (médaille d'argent), 1953
- Lauréat du prix international d'Acqui couronnant un ouvrage de rhumatologie (mémoire sur les tests biologiques utilisés en rhumatologie), 1954
- Lauréat de l'académie de médecine : prix Léon-Baratz, 1973

## Publications
(novembre 2018).

### Livres
- Florian Delbarre, L'insuffisance alimentaire, 1950.
- Florian Delbarre, André Lemaire et Jean-Pierre Michard, Les Stimulines Hypophysaires, 1951.
- Florian Delbarre, Cortisone et cortico-stimuline en rhumatologie, 1952.
- Florian Delbarre, Collaboration au traité de pathologie chimique (professeur Polonovski), 1952.
- Florian Delbarre, Monographies internationales de rhumatologie, 1965-1967.
- Florian Delbarre, Year book of the international League against the rheumatism, 1961.
- Florian Delbarre, Pour une politique de santé (publié sous la direction de R. Boulin, ministre de la santé, (la rhumatologie), 1970.
- Florian Delbarre, Scleroderma, 1970.
- Florian Delbarre, Les synoviorthèses dans le traitement des maladies rhumatismales, 1972.
- Florian Delbarre, La coxarthrose, 1973.
- Florian Delbarre, Pour un programme européen de santé, 1974.
- Florian Delbarre, Le phénomène de Rosettes rhumatoïdes, 1973.
- Florian Delbarre, Les antiinflammatoires non stéroïdiens, 1973.
- Florian Delbarre, L'arthroscopie du genou, 1974.
- Florian Delbarre, Collaboration au traité d'immunologie, 1973.
- Florian Delbarre, Rheumatism, 1973.
- Florian Delbarre, Behandlung der gicht, 1974.
- Florian Delbarre, Immunopathologie Osteo-articulaire, Paris/New York/Barcelone, Masson, 1983, 306 p. (ISBN 2225780781).

### Périodiques
- Membre de l'éditorial Board of rheumatology (Basel, München, New-York)
- Corédacteur de "Rhumatologie européenne", 1957-1960
- Fondateur et rédacteur en chef de "R" (revue internationale de rhumatologie) trilingue (français, espagnol, anglais) parution régulière depuis 1971 (7 tomes)